# Argus (programovací jazyk)
Argus je programovací jazyk vyvořený na Massachusettském technologickém institutu Barbarou Liskov mezi lety 1982 a 1988, ve spolupráci s Mauricem Herlihy, Paulem Johnsonem, Bobem Scheiflerem a Williamem Weihlem. Jedná se o rozšíření programovacího jazyka CLU a používá většinu jeho syntaxe a sémantiky. Argus byl navržen pro podporu vytváření distribuovaných systémů pomocí zapouzdření souvisejících procedur v rámci objektů nazývaných guardians a podporou atomických operací nazývaných actions.